# Jana Mynářová
Jana Mynářová ist eine tschechische Ägyptologin und Altorientalistin sowie seit 2015 Professorin an der Karls-Universität in Prag.
Mynářová studierte Ägyptologie und Altorientalistik an der Universität in Prag, wo sie 2004 promoviert wurde. Ihre Hauptforschungsgebiete sind die Beziehungen zwischen Ägypten und Nahem Osten im 2. vorchristlichen Jahrtausend sowie Geschichte und Gesellschaft des Neuen Reiches. Mynářová ist Mitglied verschiedener Wissenschaftsgesellschaften, darunter die American Society of Overseas Research und die International Association of Assyriology. Zudem ist sie Mitherausgeberin des Bulletin of the American Society of Overseas Research.

## Publikationen (Auswahl)
- Počátek vítězství krále Horního a Dolního Egypta. Texty k dějinám starověké Levanty. Prag 2015.
- Jak je psáno. Vědecké, právní, administrativní a školní texty starověké Levanty. Prag 2014.
- Na stezkách domu Baalova. Náboženské texty literární a kultické. Prag 2014.
- Poskytni králi výmluvná slova. Korespondence starověké Levanty. Prag 2013.
- Jako pták v kleci. Epigrafické památky starověké Levanty. Prag 2013.
- Language of Amarna – Language of Diplomacy. Perspectives on the Amarna Letters. Prag 2007.